# Varga
Varga là một thị trấn thuộc hạt Baranya, Hungary. Thị trấn này có diện tích 8,36 km², dân số năm 2010 là 101 người, mật độ 12 người/km².